# Марафонський юнак
Марафонський юнак — давньогрецька бронзова статуя, виловлена рибалками з  Марафонської затоки в 1925 і яка поповнила зібрання  Національного археологічного музею Афін.
Припускається, що на ній зображений Гермес, хоча будь-які атрибути цього бога відсутні. М'яке опрацювання мускулатури і розслаблене положення контрапоста видають вплив  Праксителя. Піднятою правою рукою фігура спиралася на стіну, яка нині не існує. Статуя датується останньою чвертю IV століття до н. е. Поза юнака знаходить аналоги в мистецтві  Стародавнього Риму (мармурові зображення сатирів, що розливають вино).